# Broughton (Ohio)
Broughton è un villaggio degli Stati Uniti d'America, situato nello stato dell'Ohio, nella contea di Paulding.